# Donax canniformis
Dong sậy hay lùn dong hoặc cây lung (danh pháp khoa học: Donax canniformis) là một loài thực vật có hoa trong họ Marantaceae. Nó là loài duy nhất trong chi Donax, phân bố phổ biến từ quần đảo Andaman, Myanmar (Burma), Đài Loan (đảo Lan Tự), Đông Nam Á, New Guinea, Melanesia và Micronesia. Tên gọi trong tiếng Trung là 竹叶蕉 (trúc diệp tiêu, nghĩa đen là chuối lá tre).

## Lịch sử phân loại
Năm 1786, Johann Georg Adam Forster mô tả loài Thalia cannaeformis, tìm thấy trên đảo Malakula thuộc quần đảo New Herbrides (nay là Vanuatu).
Năm 1790, João de Loureiro mô tả chi Donax với loài Donax arundastrum, dẫn chiếu tới Arundastrum Tonchat của Georg Eberhard Rumphius, được tìm thấy trong rừng ở Đàng Trong.
Năm 1891 Otto Kuntze mô tả chi Arundastrum, dựa theo mô tả của Georg Eberhard Rumphius năm 1744. Ông cũng đồng nhất hóa Thalia cannaeformis và Donax arundastrum với tổ hợp danh pháp loài do ông mới tạo ra là Arundastrum canniforme.
Năm 1892, Karl Moritz Schumann mô tả một số loài thuộc chi Donax ở châu Phi (hiện nay được xếp trong chi Marantochloa) và thiết lập danh pháp Donax canniformis cho loài ở châu Á.

## Từ nguyên
Donax có nguồn gốc từ tiếng Hy Lạp cổ δόναξ, nghĩa đen là cây sậy (Arundo donax).

## Mô tả
Cây thân thảo cao 1,5-4(-5) m. Thân có đốt ở gốc giống như đốt cây mía dài 1-2,5 m. Bẹ lá dài tới 15 cm; cuống lá dài 8-20 cm, dày lên thành một thể gối hình trụ; phiến lá hình trứng rộng đến hình elip, 10-25 × 10-45 cm, có lông nhung ở mặt xa trục dọc theo gân giữa, đáy từ thuôn tròn đến tù, đỉnh nhọn. Cụm hoa thường phân nhánh ở gốc, dài tới 20 cm, thanh mảnh; lá bắc 9-11, màu xanh lục, hình trứng ngược đến hình mác, dài 2,5-3,5 cm, sớm rụng sau khi nở hoa. Cuống hoa dày lên ở quả. Lá đài màu trắng, hình trứng - tam giác, 3-3,5 mm, nhẵn nhụi. Ống tràng hoa 8-10 mm; thùy thẳng, 1-1,4 cm × 2-3 mm. Các nhị lép ngoài màu trắng, hình trứng ngược, 1,2-1,4 cm × 5-6 mm; nhị lép thể chai màu ánh vàng, ~1,5 cm, đỉnh thường có khía; nhị lép dạng nắp màu vàng nhạt ở đỉnh. Nhị hữu sinh ~8 mm, với phần phụ hình tam giác hẹp. Bầu nhụy có lông tơ. Quả màu trắng đến màu kem nhạt, đường kính 1-1,5 cm, khô, không nứt. Hạt 1 hoặc 2, màu nâu, hình cầu đến hình bầu dục dẹt. Ra hoa tháng 6.

## Sinh cảnh
Cây thường mọc nơi ẩm trong rừng, ven suối, vùng ngập nước.

## Sử dụng
Tại Việt Nam thường được trồng lấy thân làm sợi, dây buộc. Trước đây, người ta thường dùng sợi để quấn pháo. Rễ củ, thân cũng dùng làm thuốc chữa lao phổi, ho, viêm khí quản, ho.

## Hình ảnh

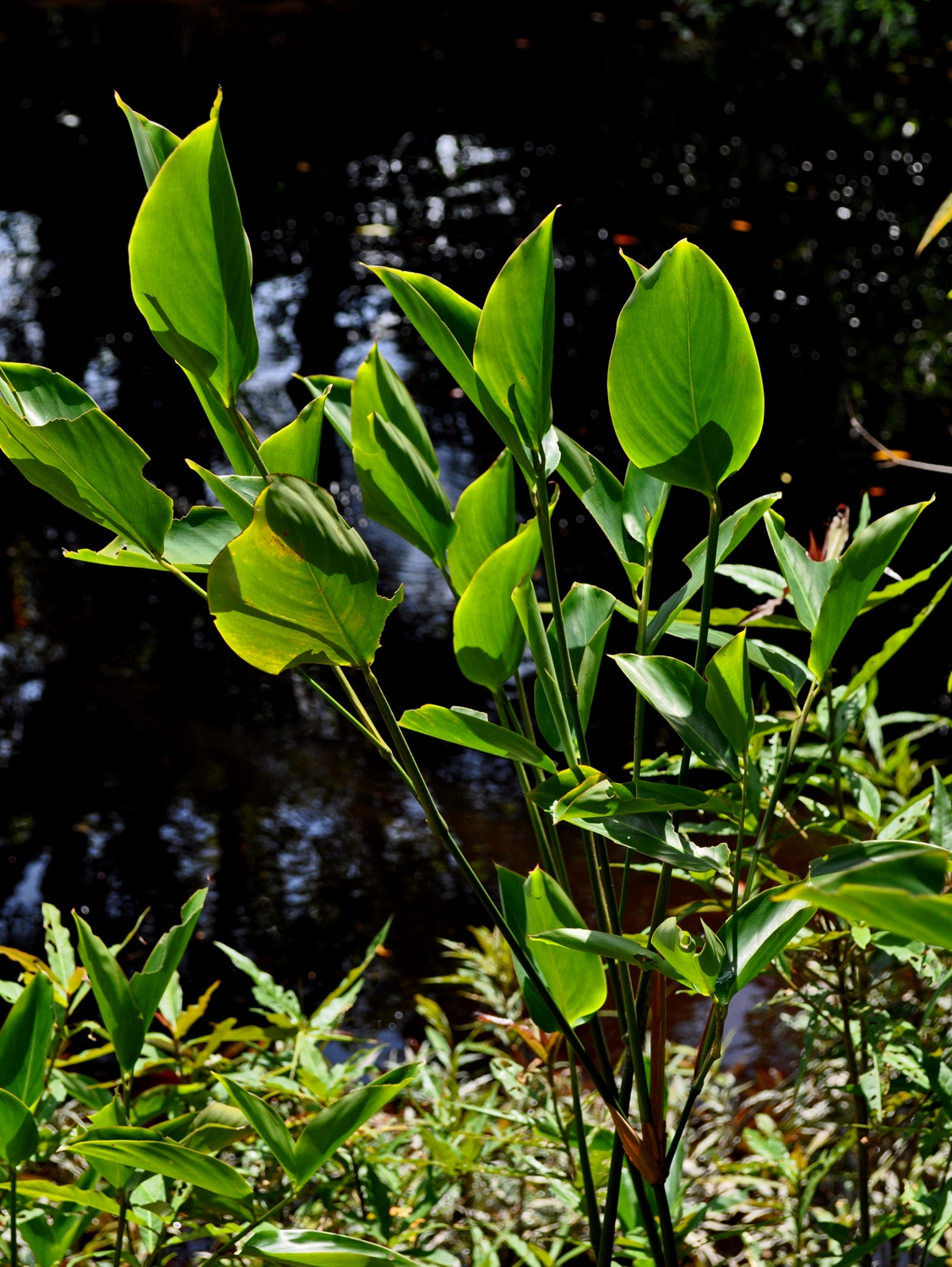
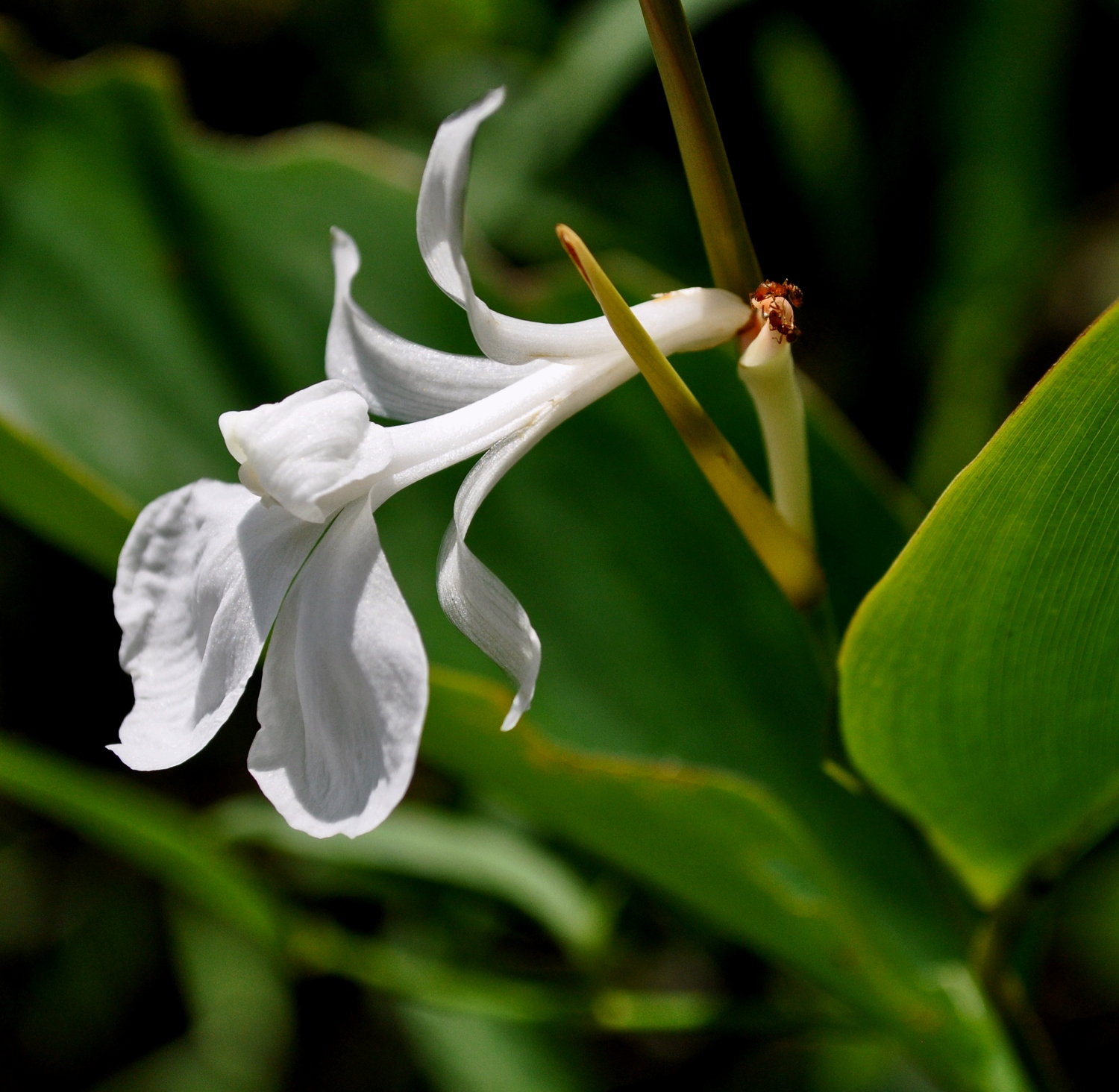
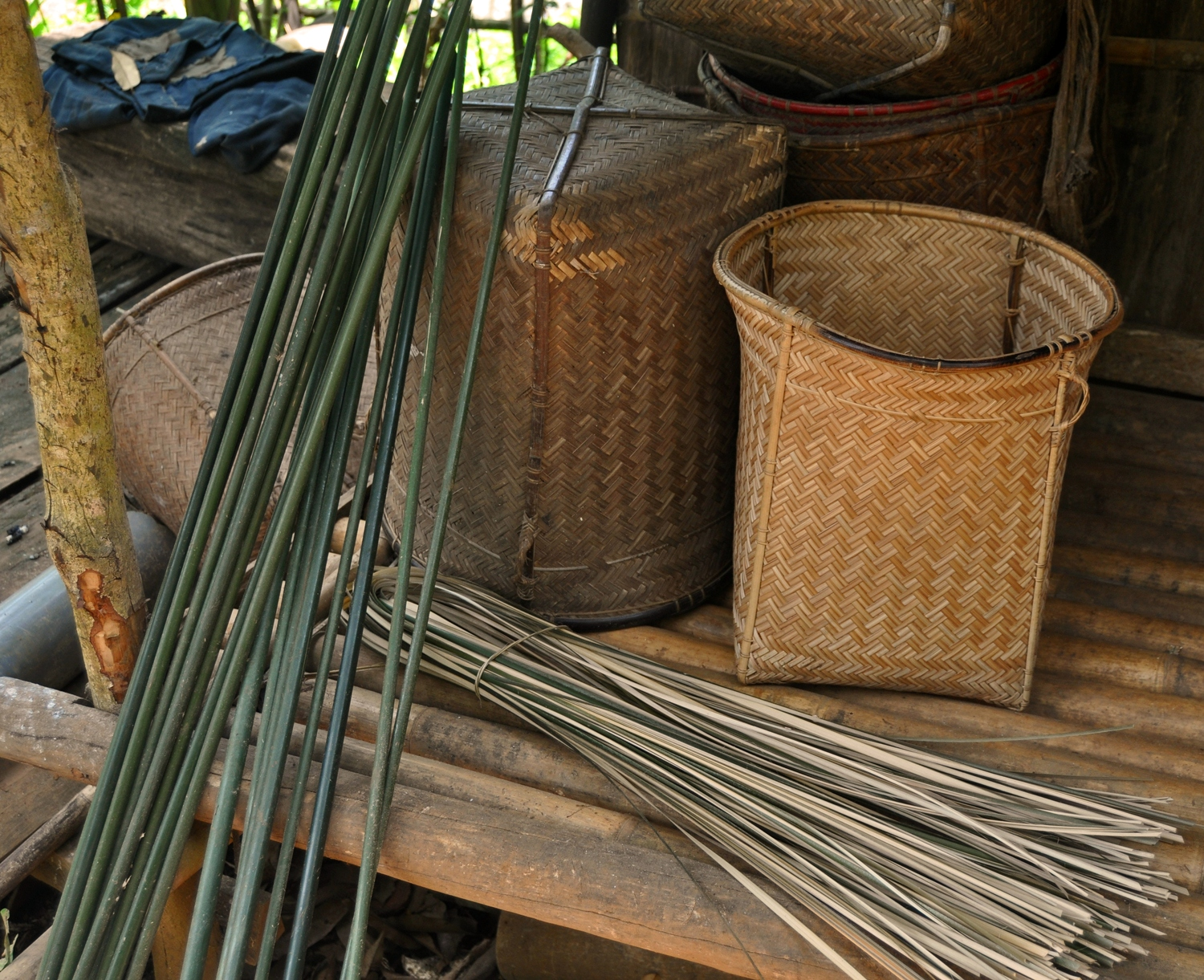